# Wim Kat
Willem Hendrik (Wim) Kat (Amsterdam, 24 oktober 1904 – Groningen, 23 juni 1990) was een Nederlandse atleet, die zich had toegelegd op de 400 m. Hij nam eenmaal deel aan de Olympische Spelen en werd eveneens eenmaal Nederlands kampioen.
Kat, die lid was van de Amsterdamse atletiekvereniging AV’23, maakte deel uit van de Nederlandse ploeg, die in 1924 in Parijs aantrad voor de Olympische Spelen. Hij kwam uit op de 400 m, maar werd derde in zijn kwalificatieserie en was hiermee voor verdere deelname uitgeschakeld.
Een jaar later werd Wim Kat op zijn favoriete nummer Nederlands kampioen. Het zou bij deze ene overwinning blijven.

## Nederlandse kampioenschappen
| Onderdeel | Jaar |
| --------- | ---- |
| 400 m     | 1925 |